# Öronljus

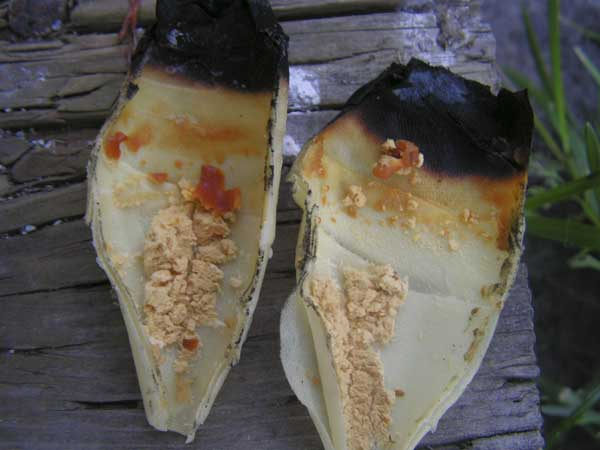
Innehåll i öronljus. Behandlare kan påstå att det är vax och skräp som sugits upp av ljuset från örat, fastän det i själva verket kommer från ljuset. Innehållet ser likadant ut oavsett om det haft kontakt med ett öra eller inte.

Öronljus är en metod som inom alternativmedicinen hävdas kunna avlägsna öronvax och "gifter" genom att stoppa ett ihåligt brinnande ljus i örat på en liggande person. 
Öronljus säljs i stor omfattning i många länder, även i Sverige. Behandlaren brukar visa att vax och skräp sugits upp av ljuset efter behandlingen genom att skära itu det och visa på innehållet. Men ljuset ser likadant ut om det bränts ner utan kontakt med örat. Det man ser kommer från ljuset.
Vetenskapligt betraktas denna metod som kvacksalveri och pseudovetenskap eftersom studier har visat att metoden inte fungerar.
Bland annat forskare vid Spokane Ear, Nose, and Throat Clinic har kommit fram till att öronljus inte skapar ett vakuum eller avlägsnar skräp från örat. De kan i värsta fall leda till skador. Att stoppa ett ljus inuti örat kan leda till brännskador, infektioner, tilltäppning av öronkanalen och punktering av trumhinnan. Om vax från ljuset droppar in i örongången kan det leda till brännskador och tilltäppning.
Health Canada, det kanadensiska hälsovårdsdepartementet, har efter laboratorietester meddelat att "öronljus inte kan skapa den fysiska effekt som påstås, nämligen uppvärmning av öronkanalen och skapandet av en sugeffekt".  På grund av de påståenden om hälsoeffekter som görs vid försäljningen av öronljus har Health Canada beslutat att se dem som medicinska hjälpmedel, som dock inte får användas då de inte uppfyller säkerhetskraven. Health Canada har senare meddelat att försäljning av öronljus kräver licens och att någon sådan licens inte har lämnats. Därmed är öronljus förbjudna i Kanada. Såväl Kanada som USA har förbjudit import av öronljus, även om det sker i underhållande syfte.
U.S. Food and Drug Administration (FDA) har meddelat att produktens etikett är felaktig och vilseledande då det inte finns vetenskapliga bevis som stöder att produkten fungerar som det påstås. FDA anser även att produkten är farlig om den används enligt instruktionerna, då användning av tänt ljus i närheten av ansiktet innebär en hög risk för allvarliga brännskador huden, att hår kan fatta eld och att mellanörat kan skadas. 
Under 2010 har amerikanska tullen beslagtagit införda öronljus och beordrat 15 företag att sluta marknadsföra öronljus. Myndigheten har också publicerat en varningsfilm mot öronljus.

## Källhänvisningar
Den här artikeln är helt eller delvis baserad på material från engelskspråkiga Wikipedia, tidigare version.
1. 1 2  CBC - Listen up: Beware of the 'ear candle'
2. ↑  NCBI - Ear candles--efficacy and safety
3. ↑  Health Canada's statement on 'ear candling' (2000-02-22)
4. ↑  Healthy Living Ear Candling Arkiverad 6 juni 2010 hämtat från the Wayback Machine.
5. ↑  Health Canada's statement on 'ear candling'
6. 1 2  FDA: Don't Get Burned: Stay Away From Ear Candles
7. ↑  Consumer Health Digest: FDA orders 15 companies to stop marketing ear candles.
8. ↑  Ear Candles: Ineffective and Risky.[död länk]